# Laephotis malagasyensis
Laephotis malagasyensis é um morcego de Madagascar, pertencente ao gênero Laephotis e à família Vespertilionidae. Conhecido apenas nas proximidades do Parque Nacional Isalo [en], na região sudoeste da ilha, onde foi capturado em habitats ribeirinhos. Após a coleta do primeiro espécime em 1967, foi descrito como uma subespécie de Eptesicus somalicus (atualmente Neoromicia somalicus) em 1995. Com a obtenção de mais quatro espécimes em 2002 e 2003, foi reconhecido como uma espécie distinta. Devido à sua distribuição limitada e à ameaça de destruição de habitat, é considerado "vulnerável" na Lista Vermelha da IUCN.
Laephotis malagasyensis é uma espécie relativamente pequena, com antebraço medindo de 30 a 32 mm e massa corporal de 3,9 a 9 g. A pelagem é marrom-escura na parte superior e uma mistura de tons bege e cinza na parte inferior. As orelhas são translúcidas, e a tíbia é curta. O báculo (osso peniano) é semelhante ao de N. melckorum, mas menor. A duração do chamado de ecolocalização, que consiste em uma componente com frequência rapidamente decrescente e outra com frequência mais estável, tem uma média de 4,9 ms, com um intervalo médio entre chamados de 69,1 ms.

## Taxonomia
Em sua revisão de 1995 sobre morcegos malgaxes, Randolph Peterson e colegas estabeleceram Eptesicus somalicus malagasyensis como uma nova subespécie de Eptesicus somalicus (atualmente Neoromicia somalicus). Eles dispunham de apenas um espécime e observaram que mais material era necessário para avaliar a relação da nova forma com E. somalicus. Estudos em 2001 e 2002 indicaram que E. somalicus e espécies relacionadas não têm proximidade com Eptesicus (nem com Pipistrellus, onde também foram classificadas), sendo alocadas no gênero separado Neoromicia. Em 2004, Steven M. Goodman [en] e Julie Ranivo revisaram a subespécie malgaxe após coletar mais dois espécimes e concluíram que era distinta o suficiente para ser classificada como uma espécie separada, Neoromicia malagasyensis. Dois anos depois, Paul Bates e colegas relataram mais dois espécimes e demonstraram que os báculos (ossos penianos) de N. malagasyensis e N. somalica são diferentes, fornecendo mais evidências de que são espécies distintas. No entanto, recomendaram pesquisas adicionais para avaliar o grau de diferença entre N. malagasyensis e N. matroka (anteriormente em Eptesicus, mas colocada em Neoromicia por Bates e colegas, e posteriormente em Laephotis), que ocorre mais a leste em Madagáscar. A Lista Vermelha da IUCN atualmente classifica a espécie em Eptesicus, como Eptesicus malagasyensis. Em 2020, uma análise filogenética concluiu que ela pertence a Laephotis, e não a Neoromicia, sendo assim classificada.
Laephotis malagasyensis é uma das pelo menos seis espécies de pequenos morcegos da família Vespertilionidae em Madagascar, além de L. matroka, L. robertsi, Pipistrellus hesperidus, P. raceyi e Nycticeinops anchietae. A classificação desses morcegos tem sido historicamente controversa, resultando em várias mudanças de identificação e atribuições genéricas. O gênero Laephotis é exclusivamente africano e incluía 4 espécies na terceira edição de 2005 do Mammal Species of the World; mais espécies, como L. malagasyensis e L. matroka, foram adicionadas desde então. Nomes comuns em inglês propostos para esta espécie incluem "Isalo Serotine" e "Peterson's pipistrelle".

## Descrição
| Espécime                                                        | Sexo  | Antebraço | Cauda | Pé traseiro | Orelha | Massa |
| --------------------------------------------------------------- | ----- | --------- | ----- | ----------- | ------ | ----- |
| ROM 42713                                                       | Fêmea | 32        | 27    | 6           | 12     | 9     |
| FMNH 175988                                                     | Macho | 30        | 37    | 4           | 11     | 3,9   |
| FMNH 175989                                                     | Fêmea | 32        | 35    | 5           | 12     | 6,0   |
| UA, não catalogado                                              | Macho | 30,1      | 30,4  | 5,3         | 9,8    | –     |
| UA, não catalogado                                              | Fêmea | 32,0      | 29,3  | 6,9         | 11,4   | –     |
| Todas as medidas estão em milímetros, exceto a massa em gramas. |       |           |       |             |        |       |

Laephotis malagasyensis é um morcego da família Vespertilionidae relativamente pequeno, mas maior que Neoromicia somalicus. A pelagem nas costas é longa e marrom-escura, enquanto a parte inferior apresenta pelos bege e cinza, tornando-se mais clara em direção à cauda. A pelagem é mais escura que a de N. somalicus, mas mais clara que a de L. matroka. As orelhas marrons são translúcidas. O trago (uma projeção na face interna da orelha externa) é semelhante ao de N. somalicus, mas pode ser um pouco mais estreito. Em relação às outras duas espécies malgaxes de Laephotis, a tíbia é curta. Um único báculo (osso peniano), com 2,2 mm de comprimento, foi estudado. Ele se assemelha ao de L. robertsi, mas é menor. Como em L. matroka, a extremidade distal (mais afastada) é plana e deslocada para baixo, mas o báculo de L. malagasyensis tem uma área menor, com flanges laterais menos desenvolvidas e uma extensão vertical do osso menos pronunciada.
O crânio é um pouco menor que o de L. matroka e a caixa craniana e o palato são mais estreitos. Comparado ao de N. somalicus, o crânio é mais largo. A crista no osso lacrimal é mais desenvolvida, o palato é mais largo, os ossos frontais apresentam uma depressão e são inchados nas laterais, os ossos mastoides são menores, e os processos coronoide e angular da mandíbula (maxilar inferior) são mais proeminentes.
O chamado de ecolocalização desta espécie, relatado em um estudo de 2007, consiste em uma componente com frequência rapidamente decrescente seguida por uma com frequência mais estável. O chamado dura de 3,6 a 6,3 ms, com média de 4,9 ms, e o intervalo entre dois chamados varia de 34,2 a 94,4 ms, com média de 69,1 ms. A frequência máxima tem média de 79,8 kHz, a mínima de 40,5 kHz, e o chamado emite mais energia em uma frequência de 45,7 kHz.

## Distribuição e ecologia
Laephotis malagasyensis é conhecido apenas nas proximidades do Parque Nacional Isalo, uma área de cerca de 2.000 km², no sudoeste interno de Madagascar. O holótipo foi capturado em 1967 em uma rede de neblina colocada em uma fileira de palmeiras ao longo de um rio em um habitat de savana seca. Peterson e colegas relataram que foi coletado perto da vila de Marinday, mas Goodman e Ranivo sugeriram que pode ter vindo de perto de Ilakaka [en]. Dois espécimes, um macho e uma fêmea, foram coletados em diferentes localidades do Parque Nacional Isalo no início de dezembro de 2002, ambos em redes de neblina próximas a rios. O macho apresentava testículos aumentados, e a fêmea havia recentemente interrompido a lactação e possuía mamas grandes. Outros dois foram coletados em 2003, também no parque nacional, em áreas florestais próximas a rios. Um estudo de 2009 sobre ecolocalização descreveu o chamado de seis indivíduos de L. malagasyensis de um local não especificado dentro do parque nacional. Em vista de sua área de distribuição conhecida ser pequena e da ameaça de destruição de habitat, a Lista Vermelha da IUCN classifica a espécie como "vulnerável"; recomenda-se mais pesquisa sobre seus hábitos de repouso e dieta.